# Port Adelaide Football Club
O Port Adelaide Football Club, conhecido como "Power", é um clube profissional de futebol australiano que compete na Australian Football League (AFL). O clube é sediado em Adelaide, Austrália, e joga suas partidas no Adelaide Oval. O clube é o mais velho do sul-australiano. 